# Trójca (gromada)
Trójca – dawna gromada, czyli najmniejsza jednostka podziału terytorialnego Polskiej Rzeczypospolitej Ludowej w latach 1954–1972.
Gromady, z gromadzkimi radami narodowymi (GRN) jako organami władzy najniższego stopnia na wsi, funkcjonowały od reformy reorganizującej administrację wiejską przeprowadzonej jesienią 1954 do momentu ich zniesienia z dniem 1 stycznia 1973, tym samym wypierając organizację gminną w latach 1954–1972.
Gromadę Trójca z siedzibą GRN w Trójcy utworzono – jako jedną z 8759 gromad na obszarze Polski – w powiecie zgorzeleckim w woj. wrocławskim, na mocy uchwały nr 34/54 WRN we Wrocławiu z dnia 2 października 1954. W skład jednostki weszły obszary dotychczasowych gromad Trójca, Pokrzywnik, Białogórze i Gozdanin ze zniesionej gminy Jerzmanki w tymże powiecie. Dla gromady ustalono 12 członków gromadzkiej rady narodowej.
1 stycznia 1960 gromadę zniesiono, a jej obszar włączono do gromady Łagów w tymże powiecie.
Gromadę Trójca miano reaktywować 31 grudnia 1961 w związku z przeniesieniem siedziby GRN gromady Łagów z Łagowa do Trójcy i zmianą nazwy jednostki (zwiększonej tego samego dnia o wsie Gronów, Sławnikowice i Żarska Wieś ze zniesionej gromady Żarska Wieś) na gromada Trójca. Mimo opublikowania uchwały w Dzienniku WRN z 20 grudnia 1961, Rada Ministrów uchwałą nr 510/61 z 28 listopada 1961 odmówiła zatwierdzenia aktualnego punktu uchwały WRN, przez co do reaktywowania gromady Trójca nie doszło.